# 위험한 사랑 (2005년 드라마)
《위험한 사랑》은 2005년 5월 9일부터 2005년 10월 29일까지 방영된 한국방송공사 2TV 아침드라마이다.

## 등장 인물

### 주요 인물
- 최철호 : 이강제 역
- 김정난 : 윤수완 역
- 박형준 : 김정현 역
- 최수린 : 홍세진 역

### 주변 인물
- 선우은숙 : 고윤자 역
- 이인혜 : 윤수정 역
- 장한 : 김진우 역
- 선우용녀 : 나효실 역
- 남일우 : 김인택 역
- 김규철 : 김인수 역 - 김인택의 이복 남동생 ... 제주도 제주(건입동)에 떠난 것으로 중도하차
- 정성화 : 김정태 역
- 이자영 : 한소연 역
- 이강빈 : 박찬 역
- 권기선 : 부덕 역
- 양원경 : 최 팀장 역
- 정경순 : 영은 역
- 김은수
- 김하은
- 고규필

## 참고 사항
- 김인수 역의 김규철은 2005년 8월 21일 북한산 등반 도중 뜻밖의 부상을 당해 중도하차했다.[1]